# وتولونیا
وتولونیا (به ایتالیایی: Vetulonia) یک منطقهٔ مسکونی در ایتالیا است که در کاستیلیونه دلا پسکایا واقع شده‌است. وتولونیا ۲۵۴ نفر جمعیت دارد و ۳۳۵ متر بالاتر از سطح دریا واقع شده‌است.